# Leszek Kurpiewski
Leszek Kurpiewski (ur. 1944, zm. 17 sierpnia 2014 w Szczecinie) – polski artysta fotograf. Członek honorowy, członek rzeczywisty i Artysta Fotoklubu Rzeczypospolitej Polskiej (AFRP). Członek honorowy Szczecińskiego Towarzystwa Fotograficznego. Członek zwyczajny Polskiego Stowarzyszenia Diaporam.

## Działalność
Leszek Kurpiewski od 1974 roku brał aktywny udział w wielu wystawach fotograficznych (głównie o tematyce krajoznawczej i portretowej); indywidualnych i zbiorowych, poplenerowych i pokonkursowych. Był laureatem wielu nagród wyróżnień, dyplomów i listów gratulacyjnych. W 1984 roku został członkiem Szczecińskiego Towarzystwa Fotograficznego, gdzie w latach późniejszych pełnił funkcję wiceprezesa. W 2003 roku został członkiem honorowym STF.
W 1992 roku został opiekunem artystycznym Fotoklubu „Zamek”, działającego przy Zamku Książąt Pomorskich w Szczecinie. Był współorganizatorem i opiekunem artystycznym „Pomorskich Spotkań z Diaporamą”, był pomysłodawcą i współorganizatorem „Ogólnopolskiego Festiwalu Diaporam Cyfrowych”. Jest współzałożycielem Klubu FK „Pejzaże” i Szczecińskiego Klubu Diaporamy. Był fotoreporterem miesięcznika „Szpak” i współpracował z „Biuletynem Fotograficznym”. Był członkiem jury w konkursach fotograficznych.
W 2000 roku Leszek Kurpiewski został przyjęty w poczet członków Fotoklubu Rzeczypospolitej Polskiej Stowarzyszenia Twórców. Decyzją Komisji Kwalifikacji Zawodowych Fotoklubu RP, otrzymał dyplom potwierdzający kwalifikacje do wykonywania zawodu artysty fotografa, fotografika (legitymacja nr 135).
W 2002 roku został laureatem Nagrody Honorowej im. Fryderyka Kremsera (najwyższej odznaki polskiej fotografii krajoznawczej).
Zmarł 17 sierpnia 2014 roku, pochowany na cmentarzu Centralnym w Szczecinie w dniu 22 sierpnia 2014.

## Wybrane wystawy
- „Antr – Akt” (indywidualna); Zamek „Vega”; Szczecin (1994)
- „Moje miasto”; Klub „13 Muz”; Szczecin (1995)
- „Polska Fotografia Krajoznawcza”; Galeria CK PTTK; Łódź (1996)
- „Ludzie Piwnicy” (indywidualna); Zamek; Szczecin (1996)
- „Madonny, madonny” (indywidualna); Szczecin (1998)
- „Szczecin wczoraj i dziś”; Neubrandenburg, Schwerin (2000)
- „Sąsiedzi”; Schwerin (2000)
- „Portret, akt, eksperyment”; Schwerin (2000)
- „Krajobrazy morskie”; Rothenklempenow (2002)
- „Krajobrazy i architektura Pomorza Zachodniego”; Zamek; Szczecin (2003)
- „Zdjęcie w prezencie”; Galeria „Fot Art”; Szczecin (2005)
- „Pomorskie klimaty”; Świdwin (2008)
- „W hołdzie Hartwigowi”; Galeria WBP; Lublin (2009)
- „Stocznia Szczecińska – ostatni plener 2009”; Szczecin, Świnoujście, Jarosław, Krosno (2009–2010)

Źródło

## Odznaczenia
- Srebrny Medal „Zasłużony dla Fotografii Polskiej” (2006)
- Odznaka honorowa „Zasłużony dla Kultury Polskiej”

Źródło